# Mindörökké (novella)
A Mindörökké (Always) Karen Joy Fowler novellája, amely elnyerte a 2007-es Nebula-díjat. A mű magyarul a Galaktika 226., 2009 januári számában jelent meg.

## Cselekménye
|  | Alább a cselekmény részletei következnek! |

A történet elbeszélője egy névtelen nő, aki visszaemlékezik arra, amikor 17 évesen, 1938-ban barátjával, Wilt Loomisszal beköltöztek Mindörökké városába, egy önfenntartó kommunába Kaliforniában. A kommunát egy bizonyos Porter Testvér alapította és vezette, aki halhatatlanságot ígért mindenkinek, aki csatlakozik hozzá.
A férfiakat és nőket, még a házaspárokat is elkülönítve helyezték el, szexuális életről szó sem lehetett, kivéve a nőket, akik kötelesek voltak Porter Testvér minden igényét kielégíteni. A kommuna, vagyis  vezetője, Porter Testvér némi szerény bevételre is számíthatott turisták látogatásából, akik számára többek között peep show-t és kisállatkertet is üzemeltettek.
Ezen a helyen élte le az életét a történet narrátora. Elmondja, hogyan hagyta el a közösséget Wilt, hogyan esett a kommunán belül gyilkosság áldozatául maga Porter Testvér, majd később mások is, míg végül a kormány közbeavatkozott, a kommuna pedig teljesen elnéptelenedett. Mára egyetlen lakója maradt, az elbeszélő, aki sok évtized után alig emlékszik már a külvilágra, a rokonaira és szeretteire, de nem is nagyon érdekli, hogy valamit kiderítsen róluk. Dacára mindannak, ami körülötte történt – vagy talán éppen azért –, változatlanul hisz a halhatatlanságban, hisz abban, hogy örökké fog élni.